# Bardullas
Bardullas (llamada oficialmente San Xoán de Bardullas) es una parroquia y lugar español del municipio de Mugía, en la provincia de La Coruña, Galicia.

## Otro nombre
La parroquia también se denomina como San Juan de Bardullas.

## Entidades de población
Entidades de población que forman parte de la parroquia:
- Baldomar
- Bardullas
- Grixa (A Grixa)
- Toxeira (A Toxeira)
- Vilarbello (Vilarvello)
- A Braña

## Demografía
| Gráfica de evolución demográfica de Bardullas entre 2000 y 2018 |
|                                                                 |
| Datos según el nomenclátor publicado por el INE.                |